# Didymocantha jucunda
Didymocantha jucunda är en skalbaggsart som beskrevs av Thomas Broun 1893. Didymocantha jucunda ingår i släktet Didymocantha och familjen långhorningar. Inga underarter finns listade i Catalogue of Life.